# Maurice Quentin

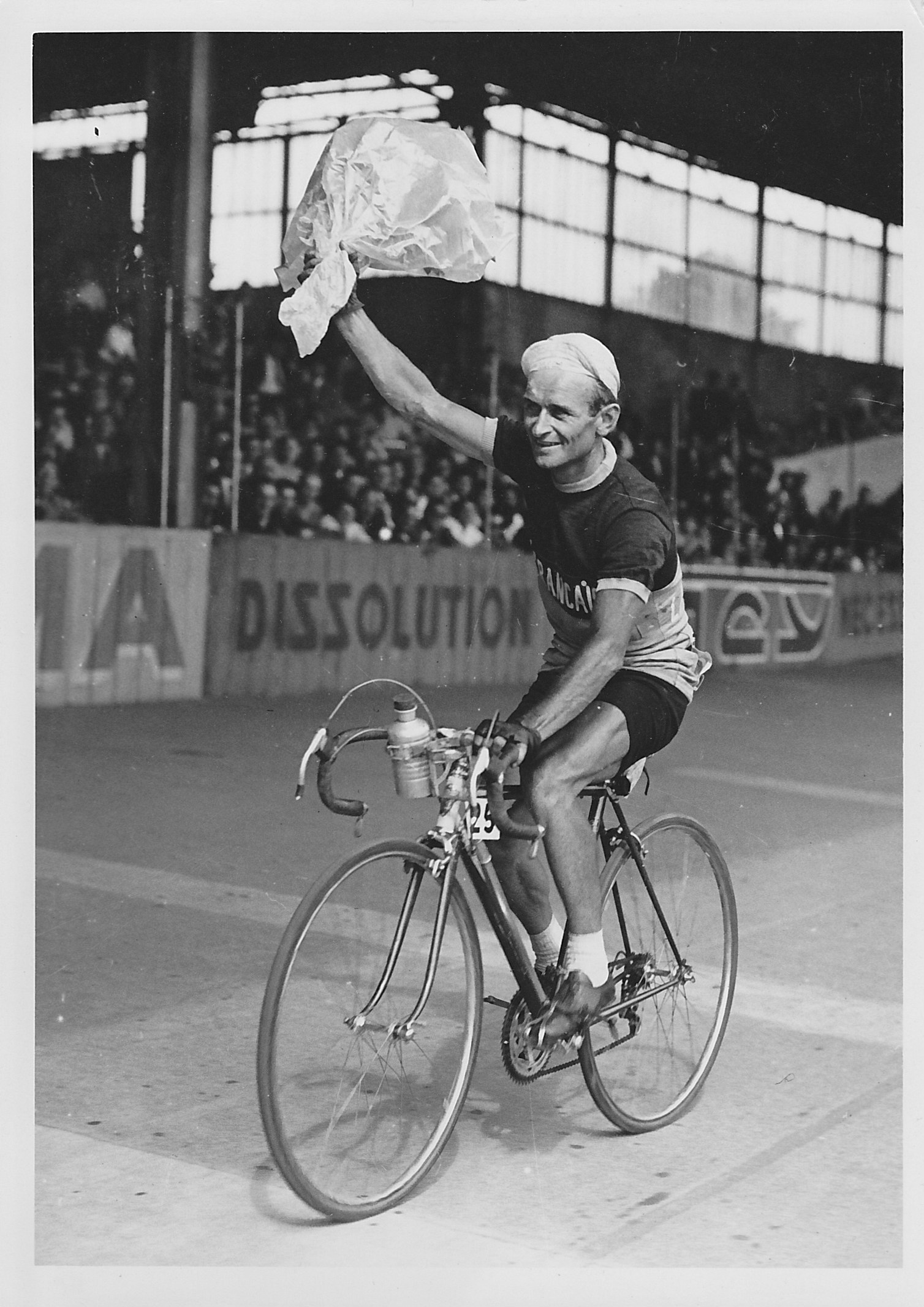
Maurice Quentin

Maurice Quentin (* 2. Juni 1920 in Maizières-lès-Metz; † 19. April 2013 in Colpo) war ein französischer Radrennfahrer.

## Sportliche Laufbahn
Von 1943 bis 1945 startete er als Unabhängiger. 1945 wurde Quentin Berufsfahrer im Radsportteam Génial Lucifer. Er blieb bis 1959 aktiv. In seiner ersten Saison als Profi gewann er den Grand Prix du Débarquement Nord, 1946 den Grand Prix du Courrier picard. 1949 entschied er das Etappenrennen Tour du Calvados für sich, wobei er eine Etappe gewann. Dazu kam der Sieg im Eintagesrennen Paris–Clermont-Ferrand vor Lucien Lauk. 1952 siegte er im Rennen Paris–Clermont-Ferrand vor Raoul Rémy. Den bedeutendsten Erfolg seiner sportlichen Laufbahn errang er 1953 mit einem Etappensieg in der Tour de France. 1957 gewann er die Rennen Grand Prix d’Espéraza und Circuit des Hautes-Vosges. Etappensiege errang Quentin 1944 im Critérium des Aiglons und auf einer Etappe du Tour de Lorraine 1947. Zweite Plätze gewann er in der Tour de Lorraine 1948, in der Tour de la Manche 1949, in der Algerien-Rundfahrt 1951 hinter Andre Rosseel, im Rennen Paris–Montceau-les-Mines 1952 und in der Tour du Loiret 1958. Die Tour de France fuhr er achtmal. Der 11. Gesamtrang 1955 war sein bestes Resultat in der Tour. In der Vuelta a España 1958 schied er aus.

## Grand-Tour-Platzierungen
| Grand Tour            | 1950 | 1951 | 1952 | 1953 | 1954 | 1955 | 1956 | 1957 | 1958 |
| --------------------- | ---- | ---- | ---- | ---- | ---- | ---- | ---- | ---- | ---- |
| Vuelta a EspañaVuelta | –    | –    | –    | –    | –    | –    | –    | –    | DNF  |
| Giro d’ItaliaGiro     | –    | –    | –    | –    | –    | –    | –    | –    | –    |
| Tour de FranceTour    | DNF  | DNF  | 34   | 31   | 26   | 11   | 25   | –    | DNF  |